# The dress
The dress (en español: el vestido), también conocido como Dressgate y asociado con los hashtags #thedress, #whiteandgold (en español: #blancoydorado), y #blackandblue (en español: #azulynegro), es una foto viral y meme que se hizo popular en la noche del 26 de febrero de 2015. El meme se originó a partir de una fotografía descolorida de un vestido publicado en los servicios de redes sociales Facebook y Tumblr contendiente si el vestido en la foto era de color azul y negro, o blanco y dorado.
Aunque se ha confirmado que el vestido en realidad era azul y negro, la imagen provocó debates en torno a la materia a través de varias plataformas, con los usuarios discutiendo sus opiniones sobre el color y la razón por la que percibían el vestido como un color determinado, mientras que otros discutían la trivialidad de la disputa, para empezar. Los miembros de los campos de la neurociencia y la visión del color proporcionaron comentarios científicos sobre la ilusión óptica. El vestido en sí, que fue identificado como un producto de la tienda Roman Originals, experimentó un aumento importante en las ventas como consecuencia del meme.

## Origen
Caitlin McNeill, un habitante de Hébridas miembro de un grupo de música folk escocés llamado Canach, descubrió por primera vez la foto del vestido en Facebook. Su banda había sido reservada para tocar en una boda en Colonsay de los amigos de McNeil, Grace y Kein. Grace había enviado una foto de la madre que reveló el vestido que planeaba llevar a la ceremonia: la pareja no podía estar de acuerdo si el vestido era de color azul y negro, o blanco y dorado. Ella volvió a publicar la foto en Facebook y pidió las opiniones de los demás, lo que provocó la discusión.
Incluso después que McNeil vio el vestido en persona en la boda y se enteró de que era "obviamente azul con negro", su banda permaneció preocupada por la fotografía; que "casi no se presentan en el escenario porque estábamos tan atrapados discutiendo sobre este vestido". El 26 de febrero de 2015, McNeill reposteó la imagen en un blog de Tumblr que maneja y le hizo la misma pregunta a sus seguidores, lo que llevó a un nuevo debate público en torno a la imagen.

## Respuesta
Durante el día, la imagen se volvió viral en todo el mundo a través de los medios sociales, incluyendo en Twitter, donde los usuarios llevaron un hashtags como "#whiteandgold", "#blueandblack", y "#dressgate" para discutir sus opiniones sobre cual era el color del vestido, y las teorías que rodean sus argumentos. La foto también atrajo la discusión relativa a la trivialidad de la cuestión en su conjunto; The Washington Post describió el conflicto como "[el] drama que divide un planeta". Algunos artículos sugirieron que el vestido podría provocar una "crisis existencial" sobre la naturaleza de la vista y la realidad, o que el debate podría perjudicar las relaciones interpersonales.
Ben Fischer de la Nueva York Business Journal señaló que el interés en el primer artículo de BuzzFeed sobre el vestido exhibió un crecimiento vertical en lugar de la curva de campana típica de un fenómeno viral, lo que lleva a BuzzFeed asignar dos equipos editoriales de generar artículos adicionales sobre el vestido con el fin de impulsar los ingresos de publicidad. El 1 de marzo, el artículo original de BuzzFeed había recibido más de 37 millones de visitas, y como un fenómeno viral El vestido fue citado como tener las cualidades necesarias de sesgo de positividad incorporen "asombro, risa y diversión".
68% de los usuarios encuestados por BuzzFeed respondieron que el vestido era blanco y dorado a partir del 1 de marzo. Algunos comentaristas han sugerido que el vestido cambia de color por sí solo. El vestido atrajo la atención de las celebridades; Taylor Swift, Jaden Smith, Frankie Muniz, Demi Lovato, Mindy Kaling, y Justin Bieber que anunciaron que veían el vestido en azul y negro, mientras que Anna Kendrick, BJ Novak, el senador Christopher Murphy, Julianne Moore y Sarah Hyland lo veían blanco y dorado. Kim Kardashian dijo en Twitter que ella lo ve como blanco y dorado, mientras que su marido Kanye West lo ve como azul y negro. Lucy Hale, Phoebe Tonkin, y Katie Nolan vieron combinaciones de colores diferentes en momentos diferentes. Lady Gaga describió el vestido como "bígaro y arena", mientras que David Duchovny llamó verde azulado. Otras celebridades, incluyendo a Ellen DeGeneres y Ariana Grande, señalaron el vestido en las redes sociales, sin asignarle un color.
Los medios de comunicación señalaron que la foto fue sobreexpuesta y tenía pobre balance de blancos, haciendo que sus colores al ser lavados, dieran lugar a la percepción de algunos de que el vestido es blanco y dorado en lugar de los colores reales.
El vestido real en sí se identificó como un "vestido de encaje ajustado" azul del minorista Roman Originals; aunque disponible en otros tres colores (rojo, rosa y marfil, cada uno con encaje negro), una versión en blanco y dorado no existe. El día después del post de McNeil, el sitio web de Roman Originals experimentó un importante aumento en el tráfico; un representante de la minorista dijo "hemos vendido el vestido en los primeros 30 minutos fuera de nuestro día hábil y después de la atención, llegando a ser fenomenal". El 28 de febrero, Roman anunciaron que iban a hacer un solo vestido blanco y dorado para una subasta benéfica de Comic Relief.

## Las explicaciones científicas

Las dos formas de interpretar los colores del vestido.

Los neurocientíficos Bevil Conway y Jay Neitz creen que las diferencias en las opiniones son el resultado de cómo el cerebro humano percibe el color, y la adaptación cromática. Una teoría similar fue expuesta por la Universidad de Liverpool Paul Knox. Conway cree que tiene una conexión con la forma en que el cerebro procesa los diversos matices de un cielo de la luz del día, señalando que «el sistema visual está mirando esta cosa, y usted está tratando de descontar el sesgo cromática del eje de la luz del día», y que «la gente ya sea descuentan el lado azul, en cuyo caso acaban viendo en blanco y dorado, o el descuento del lado del dorado, en cuyo caso terminan con azul y negro». Neitz remarcó que «nuestro sistema visual se supone que tira información sobre el iluminante y extrae información sobre la reflectancia real ... pero he estudiado las diferencias individuales en la visión del color por 30 años, y este es uno de las mayores diferencias individuales que he visto».
Otros científicos han sugerido que los colores no están realmente percibidos de forma diferente por diferentes personas, pero que este es un ejemplo de Síndrome de Multitud o el traje nuevo del emperador, y el filósofo Barry C. Smith ha invocado a Ludwig Wittgenstein a modo de explicación parcial.